# Xã West Fork, Quận Washington, Arkansas
Xã West Fork (tiếng Anh: West Fork Township) là một xã thuộc quận Washington, tiểu bang Arkansas, Hoa Kỳ. Năm 2010, dân số của xã này là 3.651 người.